# Roman Hogen
Roman Hogen (* 12. prosince 1970, Praha) je bývalý český fotbalista, útočník.

## Fotbalová kariéra
S fotbalem začínal v Satalicích, v mládežnických kategoriích působil ve Spartě a v Plzni. Proslavil se jako hráč Blšan, krátce hostoval ve Viktorii Žižkov, rok a půl hrál ve Slávii, hostoval v 1. FC Nürnberg, ale vždy se vracel do Blšan. Klasický koncový útočník, výborný hlavičkář, v lize přestal dávat góly. Se Slávií získal v sezóně 1995/1996 ligový titul. V lize nastoupil ke 118 utkáním a dal 31 gólů.